# 約翰冰原島峰
81°12′S 85°19′W / 81.200°S 85.317°W
約翰冰原島峰（英語：John Nunatak），是南極洲的冰原島峰，位於埃爾斯沃思地，處於皮里特山以北7公里，美國研究隊的地質學家在1959年12月13日測量該島峰，現時由南極條約體系管理。